# アレクサンドル・ニコラエヴィチ・ミハイロフ
アレクサンドル・ニコラエヴィチ・ミハイロフ（ロシア語: Алекса́ндр Никола́евич Миха́йлов, ラテン文字転写: Aleksandr Nikolaevich Mikhailov, 1951年9月15日 - 2020年12月4日）は、ロシアの政治家。クルスク州シグロフスク（シグロフスキー）地区コソルジャ出身。1993年から2000年までロシア連邦議会下院国家会議議員。2000年から2018年までクルスク州知事。2004年にロシア連邦共産党を離党し、2005年2月8日に統一ロシアに入党した。

## 生涯
ハリコフ交通大学を卒業した後、1968年から製糖工場勤務。1974年まで兵役に就く。除隊後、ロストフ高級党学校で学ぶ。1976年クルスク州でコムソモール活動に就く。1979年ドミトリエフスク地区党委員会部長。1983年シグロフスキー地区第二書記、1991年クルスク州議会議長、シグロフスキー地区人民代議員大会議長を歴任する。1993年国家会議議員に当選。院内ではロシア連邦共産党会派、国防委員会に所属する。また、共産党内ではクルスク州第一書記。1995年下院議員に再選される。軍備制限・軍縮小委員長を務める。1997年共産党中央幹部会員。1999年下院議員に三選。国防委員会副委員長。
2000年クルスク州知事選挙に立候補し、第一回投票で39.5％の票を獲得し、決選投票では得票率55.5％で初当選した。2005年と2010年は大統領より知事に据え置かれ、2014年の選挙では得票率66.8％で4期目となった。2018年に知事を辞職し、後を継いだローマン・スタロヴォイト知事代行はミハイロフを上院議員とした。
2020年12月4日に69歳で死去。
私生活では夫人との間に一男一女がいる。